# 三星醫療院
三星醫療院（韓語：삼성의료원），是三星集團於韓國首爾的一家綜合醫療設施，位於首爾江南區逸院洞。

## 历史
於1994年11月9日創立，由三家醫院及一所研究中心綜合而成。1997年3月起，作為成均館大學的教學醫療院。

## 轄下機構
- 三星首爾醫院（朝鲜语：삼성서울병원）
- 江北三星醫院（朝鲜语：강북삼성병원）
- 成均館大學三星昌原醫院（朝鲜语：성균관대학교 삼성창원병원）
- 三星生命科學研究所（삼성생명과학연구소）

## 中東呼吸綜合症
2015年5月起，韓國爆發中東呼吸綜合症（MERS）。疫情主要發生在平澤聖母棄療院、三星首爾醫院及建陽大學醫療院等多家醫療機構，染病者包括住院的患者、醫療人員及訪客。
2015年6月10日，官方公佈三星首爾醫療院共有47名中東呼吸綜合症患者，當中10名新確診者，是5月27至28日於三星首爾醫療院急症室被一名患者感染。而一名於三星首爾醫療院留醫的40多歲孕婦，首次檢測結果為陽性，複檢結果則為陰性，如果第三次檢測為陽性，將成為全球首宗懷孕婦女確診患上中東呼吸綜合症的病例。

## 資料來源
1. 1 2  三星首爾醫院新增10名確診患者 （页面存档备份，存于） 星島日報，2015年6月10日
2. ↑  南韓新沙士疫情集中三星首爾醫療院等醫療機構 （页面存档备份，存于） 香港電台，2015年6月10日